# Lijst van afleveringen van Haven
Dit is een lijst van afleveringen van de Amerikaans-Canadese televisieserie Haven.

## Afleveringen

### Seizoen 1
| Nr.  | Titel aflevering           | Originele uitzenddatum |
| ---- | -------------------------- | ---------------------- |
| 1.01 | Welcome to Haven           | 9 juli 2010            |
| 1.02 | Butterfly                  | 16 juli 2010           |
| 1.03 | Harmony                    | 23 juli 2010           |
| 1.04 | Consumed                   | 30 juli 2010           |
| 1.05 | Ball and Chain             | 6 augustus 2010        |
| 1.06 | Fur                        | 13 augustus 2010       |
| 1.07 | Sketchy                    | 20 augustus 2010       |
| 1.08 | Ain't No Sunshine          | 27 augustus 2010       |
| 1.09 | As You Were                | 10 september 2010      |
| 1.10 | The Hand You're Dealt      | 17 september 2010      |
| 1.11 | The Trial of Audrey Parker | 24 september 2010      |
| 1.12 | Resurfacing                | 1 oktober 2010         |
| 1.13 | Spiral                     | 8 oktober 2010         |

### Seizoen 2
| Nr.  | Titel aflevering           | Originele uitzenddatum |
| ---- | -------------------------- | ---------------------- |
| 2.01 | A Tale of Two Audreys      | 15 juli 2011           |
| 2.02 | Fear & Loathing            | 22 juli 2011           |
| 2.03 | Love Machine               | 29 juli 2011           |
| 2.04 | Sparks and Recreation      | 5 augustus 2011        |
| 2.05 | Roots                      | 12 augustus 2011       |
| 2.06 | Audrey Parker's Day Off    | 19 augustus 2011       |
| 2.07 | The Tides That Bind        | 26 augustus 2011       |
| 2.08 | Friend or Faux             | 2 september 2011       |
| 2.09 | Lockdown                   | 9 september 2011       |
| 2.10 | Who, What, Where, Wendigo? | 16 september 2011      |
| 2.11 | Business as Usual          | 23 september 2011      |
| 2.12 | Sins of the Fathers        | 30 september 2011      |
| 2.13 | Silent Night               | 6 december 2011        |

### Seizoen 3
| Nr.  | Titel aflevering        | Originele uitzenddatum |
| ---- | ----------------------- | ---------------------- |
| 3.01 | 301                     | 21 september 2012      |
| 3.02 | Stay                    | 28 september 2012      |
| 3.03 | The Farmer              | 05 oktober 2012        |
| 3.04 | Over My Head            | 12 oktober 2012        |
| 3.05 | Double Jeopardy         | 19 oktober 2012        |
| 3.06 | Real Estate             | 26 oktober 2012        |
| 3.07 | Magic Hour (1)          | 02 november 2012       |
| 3.08 | Magic Hour (2)          | 09 november 2012       |
| 3.09 | Sarah                   | 16 november 2012       |
| 3.10 | Burned                  | 30 november 2012       |
| 3.11 | Last Goodbyes           | 07 december 2012       |
| 3.12 | Reunion                 | 17 januari 2013        |
| 3.13 | Thanks for the Memories | 17 januari 2013        |

### Seizoen 4
| Nr.  | Titel aflevering              | Originele uitzenddatum |
| ---- | ----------------------------- | ---------------------- |
| 4.01 | Fallout                       | 13 september 2013      |
| 4.02 | Survivors                     | 20 september 2013      |
| 4.03 | Bad Blood                     | 27 september 2013      |
| 4.04 | Lost and Found                | 4 oktober 2013         |
| 4.05 | The New Girl                  | 11 oktober 2013        |
| 4.06 | Countdown                     | 18 oktober 2013        |
| 4.07 | Lay me down                   | 25 oktober 2013        |
| 4.08 | Crush                         | 1 november 2013        |
| 4.09 | William                       | 8 november 2013        |
| 4.10 | The Trouble with the Troubles | 15 november 2013       |
| 4.11 | Shot in The Dark              | 22 november 2013       |
| 4.12 | When the Bough Breaks         | 6 december 2013        |
| 4.13 | The Lighthouse                | 13 december 2013       |